# Liste der Ehrenbürger von Bad Kissingen
Die Ehrenbürgerwürde ist die höchste Auszeichnung der unterfränkischen Kreisstadt Bad Kissingen. Sie ist nur zu Lebzeiten des Geehrten gültig und erlischt mit dessen Tod.

## Die Ehrenbürger der Stadt Bad Kissingen
Hinweise:

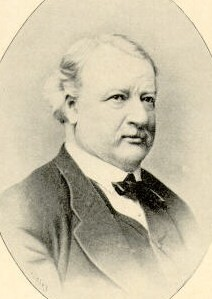
Friedrich Wilhelm von Scanzoni

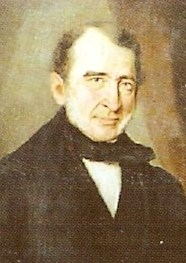
Franz Anton von Balling

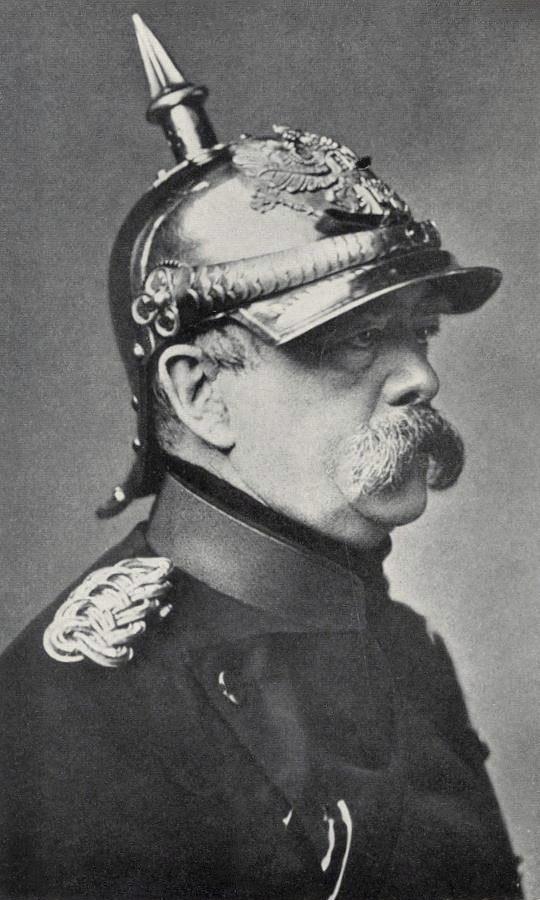
Otto Fürst von Bismarck

Simon Blad (Relief)

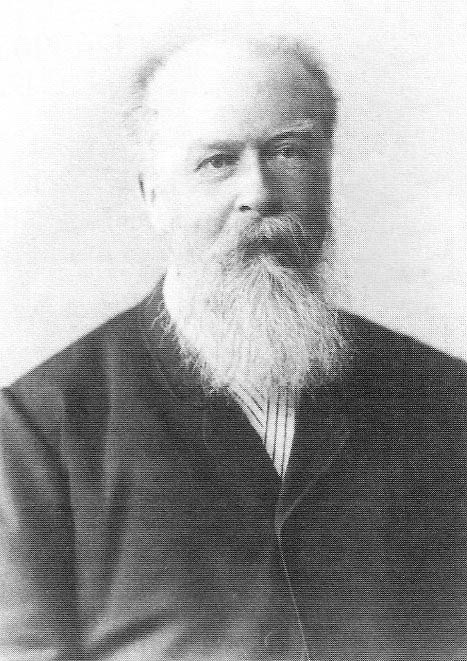
Friedrich Graf von Luxburg

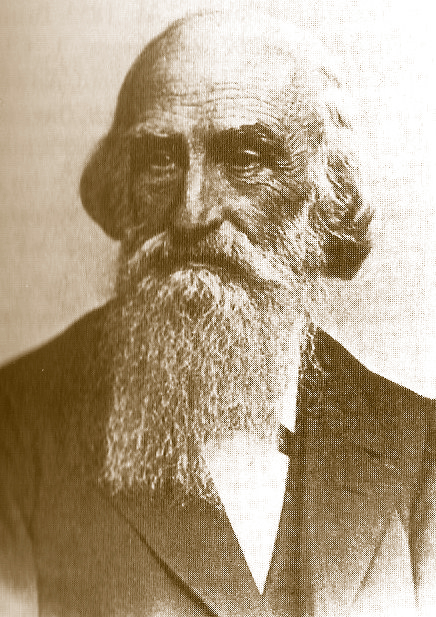
Oskar von Diruf

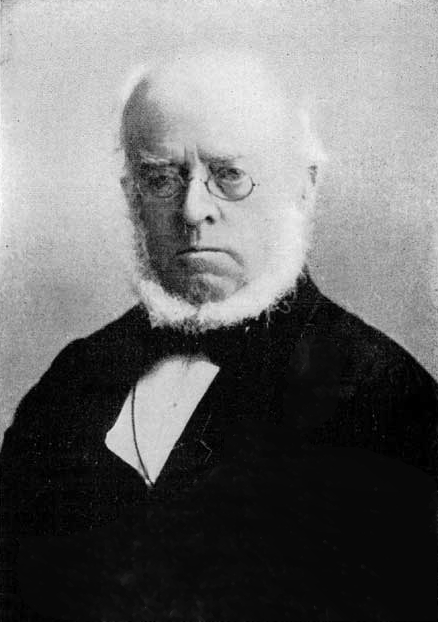
Adolph Menzel

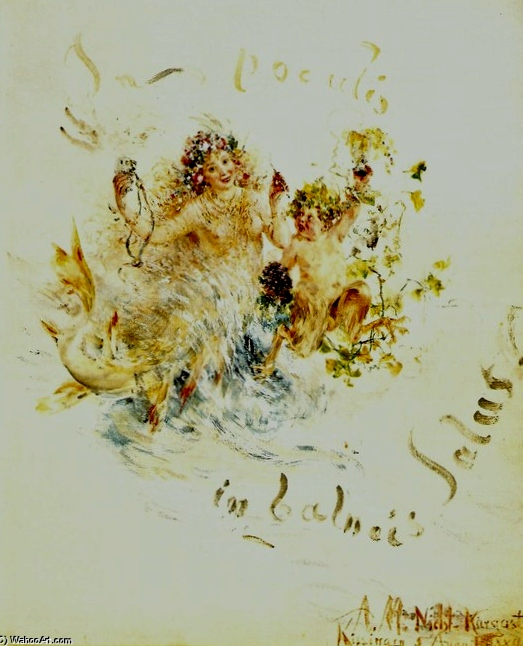
Frontispiz im Goldenen Buch der Stadt Bad Kissingen vom „Nicht-Kurgast“ Adolph Menzel am 5. August 1889

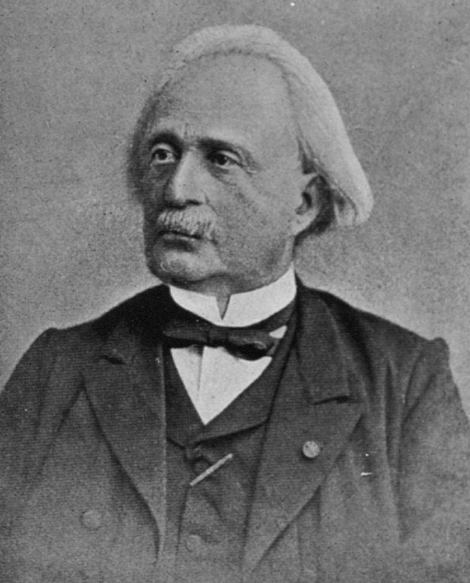
Jules Oppert

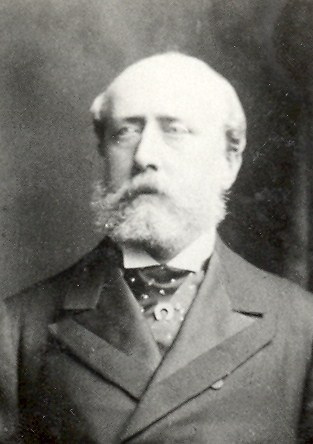
Christian
Prinz von Schleswig-Holstein

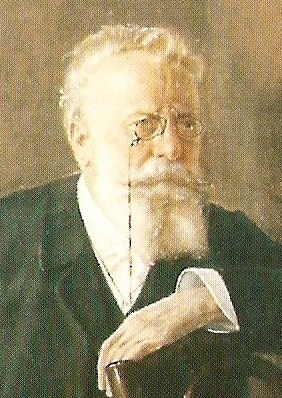
Friedrich von Hessing

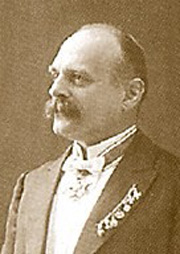
Theobald von Fuchs

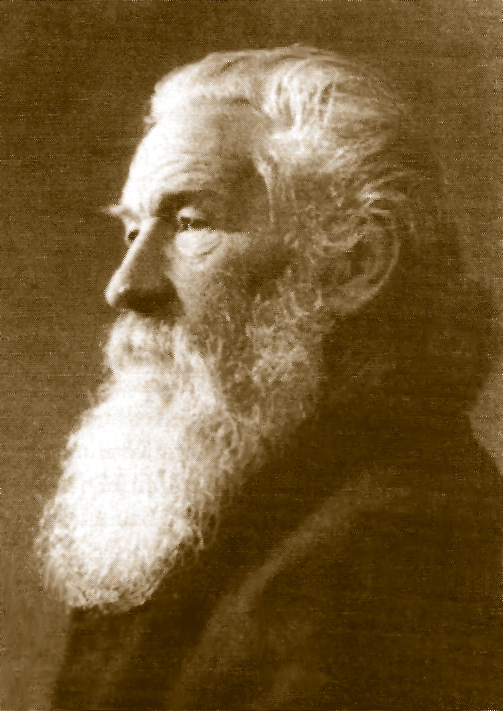
Valentin Weidner

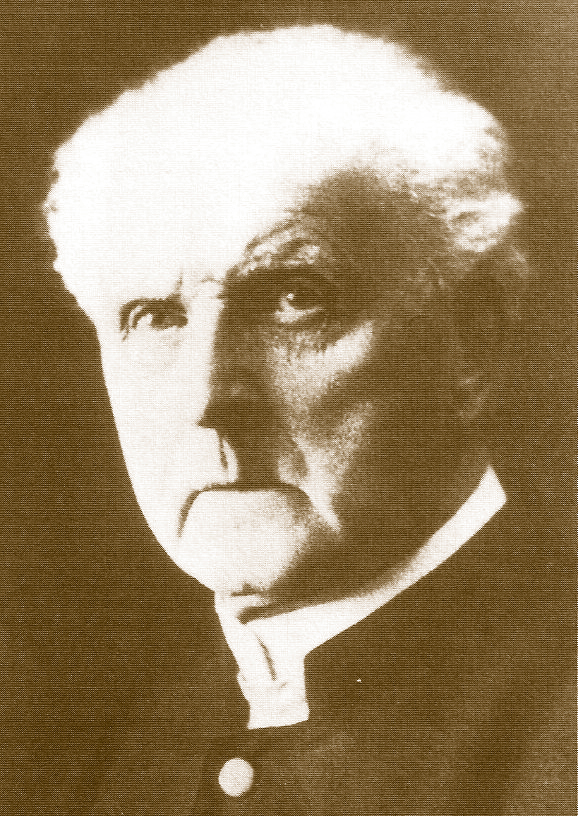
Friedrich Roth

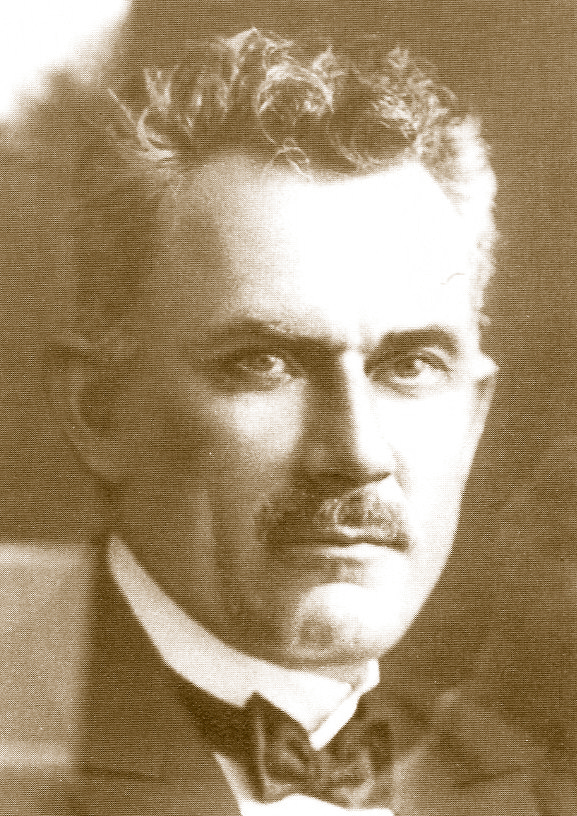
Anton T. Kliegl

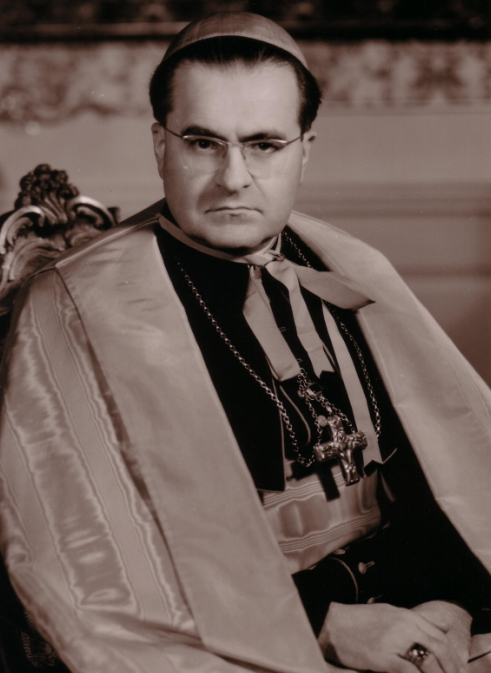
Julius Kardinal Döpfner

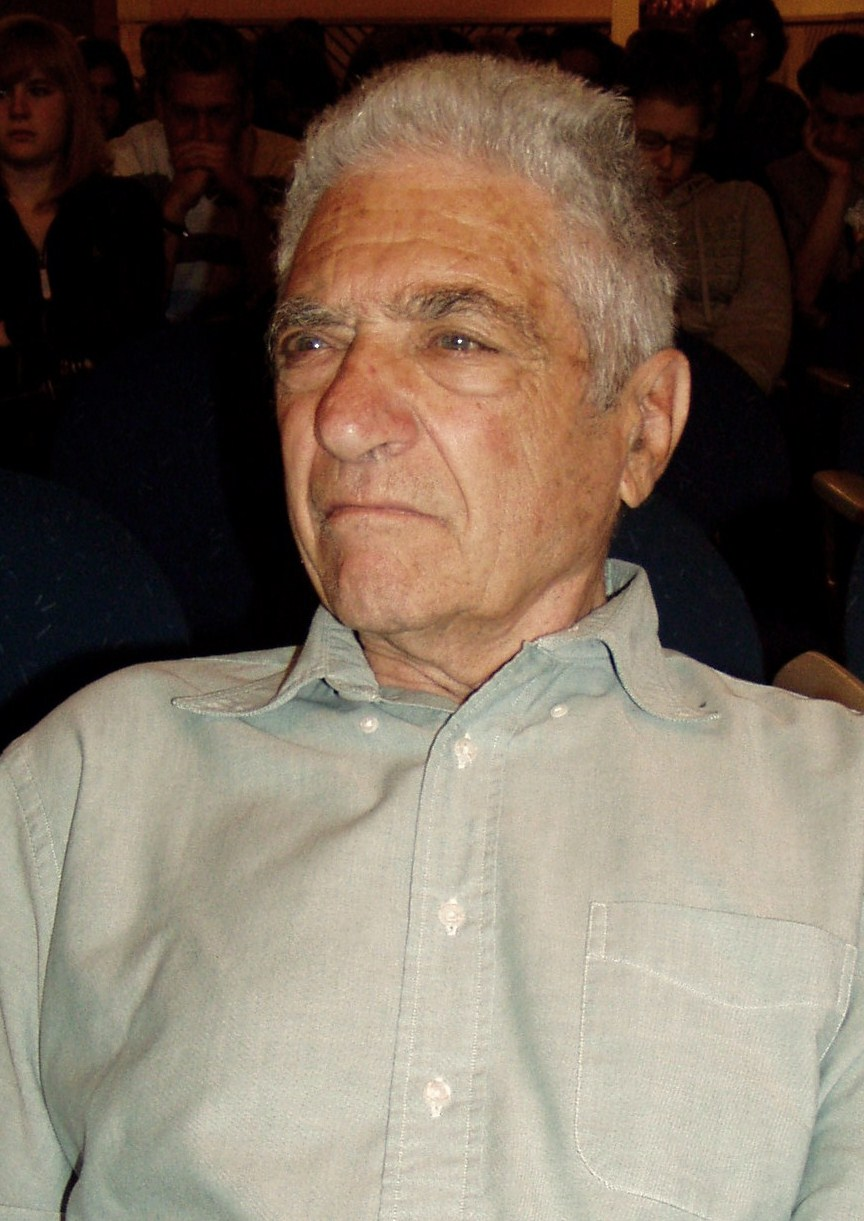
Jack Steinberger

- Die Auflistung erfolgt chronologisch nach Datum der Zuerkennung.
- Mit einem Mausklick auf einen blauen Namen gelangt man zur ausführlichen Biografie der genannten Person.

1. Friedrich Wilhelm von Scanzoni[1]
Gynäkologe, Professor an der Universität Würzburg, Geheimrat
Verleihung um 1858
In Anerkennung seiner Verdienste.
2. Franz Anton von Balling[2]
Balneologe, Badearzt, Unternehmer
Verleihung 1865
3. Valentin August von Fuchs
bayerischer Jurist und erster rechtskundiger Bürgermeister von Kissingen
Verleihung 1867
In Anerkennung seiner vielfachen Verdienste für Kissingen.
4. Jacob Ickelsheimer
königlich bayerischer Hofgärtner
Verleihung 1875
Als Anerkennung seiner vielfachen Verdienste für Kissingen und dessen Verschönerung.
5. Friedrich Erhard
Verleihung 1878
Gerichtsmediziner, Bezirks- und Badearzt
In Anerkennung seiner vielfachen Verdienste um das Bad und die Stadt sowie deren Einwohnerschaft.
6. Franz Ludwig
Verleihung 1879
Karmeliter-Pater in Würzburg
Ludwig war langjähriger Kurgast in Kissingen und wurde für 26 Badbesuche geehrt.
7. Gotthilf Schultze
Verleihung 1879
Schultze war langjähriger Kurgast in Kissingen und wurde für 25 Badbesuche geehrt.
8. Eduard Mogg
Verleihung 1879
Königlich bayerischer Oberpostmeister von Mittelfranken, wohnhaft in Nürnberg
Mogg war Posthalter von Kissingen gewesen und erhielt im November die Ehrenbürgerschaft „infolge seines langen Wirkens dahier“.[3]
9. C. H. Sölling
Verleihung 1881
Sölling war langjähriger Kurgast in Kissingen und wurde für 30 Badbesuche ohne Unterbrechung geehrt.
10. Sir Charles Douglas
Verleihung 1881
Douglas war langjähriger Kurgast in Kissingen und wurde für 25 Badbesuche geehrt.
11. Karl Sattler
Verleihung 1881
Sattler war langjähriger Kurgast in Kissingen und wurde für 25 Badbesuche und eine Spende in Höhe von 300 Mark an den Localarmenfonds geehrt.
12. Nikolaus Delius
Anglist und Shakespeare-Forscher
Verleihung 1881
Delius war langjähriger Kurgast in Kissingen und wurde für 25 Badbesuche geehrt.
13. W. Kennedy-Laurie
Verleihung 1881
Kennedy-Laurie war langjähriger Kurgast in Kissingen und wurde für 25 Badbesuche und eine Spende in Höhe von 300 Mark an den Localarmenfonds geehrt.
14. Friedrich Ludwig Fritsch
Verleihung 1881
Fritsch war langjähriger Kurgast in Kissingen und wurde für 28 Badbesuche und eine Spende in Höhe von 200 Mark an den Localarmenfonds geehrt.
15. Eugen von Le Blanc Souville
preußischer Generalmajor
Verleihung 1881
Le Blanc Souville war langjähriger Kurgast in Kissingen und wurde für 25 Badbesuche geehrt.
16. Freiherr von Würtzburg
Verleihung 1881
Würtzburg war langjähriger Kurgast in Kissingen und wurde für 25 Badbesuche geehrt.
17. Georg Wilhelm Rengert[4]
Verleihung 1881
Rengert war langjähriger Kurgast in Kissingen und wurde für 25 Badbesuche und eine Spende in Höhe von 80 Mark an den Localarmenfonds geehrt.
18. Moses Farrnbacher[5]
Verleihung 1883
Farrnbacher war langjähriger Kurgast in Bad Kissingen und wurde für 50 Badbesuche, davon 35 Jahre ohne Unterbrechungen, und eine Spende in Höhe von 150 Mark an den Localarmenfonds geehrt.
19. C. Haase
Verleihung 1883
Haase war langjähriger Kurgast in Bad Kissingen und wurde für 33 Badbesuche geehrt.
20. J. von Wolicki
Verleihung 1883
Wolicki war langjähriger Kurgast in Bad Kissingen und wurde für 35 Badbesuche ohne Unterbrechung geehrt.
21. Georg Krebs
Verleihung 1884
In Anerkennung seiner großen Verdienste um die Kommune.
22. Ernst Abt
Verleihung 1884
23. Wilhelm Besekirsky
Verleihung 1885
24. Michael Vornberger
Rentier zu Würzburg
Verleihung 1885
25. Otto von Bismarck
Reichskanzler
Verleihung 1885
Anlässlich seines 70. Geburtstages und seines 50. Dienstjubiläums.
26. G. L. Gayser
Verleihung 1885
27. Ludwig Werheimber
Verleihung 1886
28. Gustav Gerlich
Politiker, Reichstagsabgeordneter, Gutsherr auf Bankau (Westpreußen)
Verleihung 1886
29. Andreas Dietz
Verleihung 1886
30. Gottfried Delius
Unternehmer aus Bielefeld
Verleihung 1886
31. Georg Schleiher
Verleihung 1886
32. L. Simons
Verleihung 1887
33. August Lücke
Verleihung 1887
34. F. von Bergen
Verleihung 1888
35. Simon Blad
Kaufmann
Verleihung 1888
Blad war mit zweimaliger Unterbrechung seit 1848 jährlich Kurgast. Der Kinderbewahranstalt und dem Knabenhort spendete er 20.000 Mark.
36. Benedikt Bunzel
Verleihung 1888
37. William L. Winans
US-amerikanischer Unternehmer und Diplomat
Verleihung 1889
38. Friedrich Graf von Landsberg-Velen und Gemen
westfälischer Unternehmer und Standesherr von Gemen
Verleihung 1889
39. Ludwig Groß
Verleihung 1890
40. Rudolf Freiherr von Düsterlohe
Verleihung 1890
41. Bernhard Kann
Verleihung 1891
42. Karl Wilhelm Schreiber
Verleihung 1891
43. Johann Heinrich Wenzel
Verleihung 1893
44. Johann August Zieschner
Verleihung 1893
45. Friedrich Graf von Luxburg
Regierungspräsident von Unterfranken
Verleihung 1893
Die Auszeichnung erfolgte anlässlich seines 25-jährigen Dienstjubiläums als Regierungspräsident mit Rücksicht auf sein inniges Verhältnis zur Stadt Bad Kissingen als früherer königlich bayerischer Landrichter und Badkommissär.
46. von Gerhardt
Verleihung 1893
47. Jakob Stiller
Verleihung 1894
48. Sergius Marjkowsky
Verleihung 1894
49. Karl Simon
Verleihung 1894
50. Oskar von Diruf
Balneologe, Badearzt, Unternehmer
Verleihung 1894
Für seine Tätigkeit als Brunnenarzt und Schriftsteller und eine Spende in Höhe von 500 Mark an den Localarmenfonds
51. Gottlieb Frowein
Unternehmer, Fabrikant
Verleihung 1894
52. Theodor Gestewitz
Verleihung 1895
53. Friedrich Schweykert
Verleihung 1895
54. F. G. Zimmern
Verleihung 1895
55. Adolph Menzel
Maler
Verleihung 1895
Der treue Stammgast des Kurbades erhielt die Auszeichnung anlässlich seines 80. Geburtstages. Die Stadt hielt er in mehreren Bildern fest.
56. Max Frank
Verleihung 1895
57. Julius Oppert
Altorientalist
Verleihung 1897
Oppert war langjähriger Kurgast in Bad Kissingen und wurde für 25 Badbesuche geehrt.
58. Philipp Richter
Verleihung 1897
59. Andreas Kraus
Verleihung 1898
60. Heinrich Adolf Holland
Verleihung 1898
61. Albert von Waldthausen
Bankier und Historiker
Verleihung 1898
62. Ernst Hübner
Fabrikant von Pumpen-, Filter- und Kühlanlagen in Halle (Saale)
Verleihung 1898
63. Eugen Eulner
Verleihung 1899
64. Franz Siechen
Privatier aus Berlin
Verleihung 1900
65. Adolf Güterback
Verleihung 1902
66. R. Menzel
Verleihung 1903
67. Hermann von Mauchenheim genannt Bechtolsheim
Verleihung 1906
68. Salomon Moreau
Verleihung 1908
69. Christian Prinz von Schleswig-Holstein
Prinz von Schleswig-Holstein
Verleihung 1908
Prinz Christian war langjähriger Kurgast in Bad Kissingen und zeigte sogar Interesse am Gemeinwesen der Stadt. Er wurde für 20 Badbesuche geehrt.
70. Friedrich von Hessing
Unternehmer
Verleihung 1917
In Anerkennung seiner Verdienste um den Badeort und das Gemeinwesen der Stadt.
71. Theobald von Fuchs
bayerischer Verwaltungsjurist und Politiker
Verleihung 1917
72. Ludwig Vay
Verleihung 1917
73. Karl Ludwig Gayde
Maler- und Tünchnermeister
Verleihung 1919
In Anerkennung der der Stadtgemeinde in uneigennütziger Weise treu geleisteten Dienste.
74. Valentin Weidner
Bildhauer
Verleihung 1919
75. Friedrich Roth
katholischer Stadtpfarrer und Prälat
Verleihung 1919
76. Anton Kliegl
Unternehmer und Erfinder in den USA
Verleihung 1922
In Anerkennung seiner Anhänglichkeit an seine Heimatstadt und in Würdigung seines Wohltätigkeitssinnes.
77. Johann Kliegl
Unternehmer in den USA
Verleihung 1922
In Anerkennung seiner Anhänglichkeit an seine Heimatstadt und in Würdigung seines Wohltätigkeitssinnes.
78. Paul von Hindenburg
Reichspräsident
Verleihung am 17. März 1933
Als den Träger deutscher Tradition.
79. Adolf Hitler
Reichskanzler
Verleihung am 17. März 1933
Als Gründer und Führer des neuen Dritten Reiches.[6]
80. Julius Döpfner
Bischof von Würzburg
Verleihung 1952
Döpfner erhielt die Ehrung für seine Verbundenheit mit Bad Kissingen und seine Unterstützung des sozialen Wohnungsbaus.
81. Hans Weiß
Erster frei gewählter Oberbürgermeister der Nachkriegszeit (1952–1984)
Verleihung 1984
82. Jack Steinberger
Physiker, Nobelpreisträger 1988
Verleihung am 18. Dezember 2006[7]
83. Christian Zoll
Kaufmann, von 1990 bis 2002 der erste SPD-Oberbürgermeister, mit jeweils 42-jähriger Amtszeit (1972–2014) in Stadtrat und Kreistag der längstdienende Kommunalpolitiker in der Geschichte Bad Kissingens.
Stadtratsbeschluss vom 9. April, Verleihung am 2. Juli 2014.[8]